# Historia animalium
Historia animalium (stgr. Περὶ Τὰ Ζῷα Ἱστορίαι, łac. Historia Animālium – Historia naturalna zwierząt) – pisma zoologiczne Arystotelesa ze Stagiry powstałe w środkowym okresie jego życia, prawdopodobnie od około 350 do 343 p.n.e. Zawierają liczne dane anatomiczne, fizjologiczne i behawioralne ponad 500 gatunków zwierząt oraz pierwszą w historii klasyfikację zoologiczną. Wraz z De Partibus Animalium ("O częściach zwierząt") i De Generatione Animalium ("O rodzeniu się zwierząt") znane są pod nazwą De Animalibus.
W Corpus Aristotelicum zajmują strony od 486a do 639a.

## Historia prac

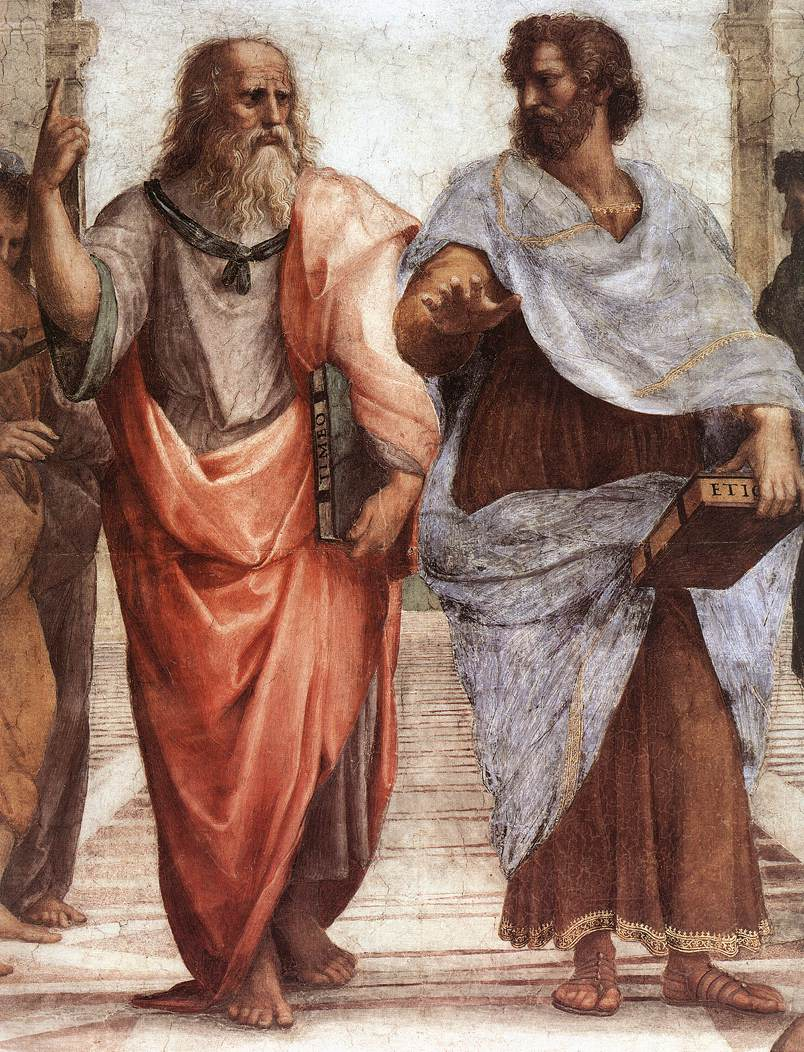
Platon (z lewej) i Arystoteles na fresku Szkoła Ateńska Rafaela Santi

Napisanie Historia animalium poprzedzone było kilkuletnim pobytem autora na wyspie Lesbos – jednej z największych wysp na Morzu Egejskim. Tam Arystoteles badał zwierzęta morskie. Dokładne daty powstania poszczególnych ksiąg nie są znane. Prace te zaginęły w początkach naszej ery i zostały na długi czas zapomniane. Odkryli je ponownie uczeni arabscy. Za ich pośrednictwem trafiły ponownie do Europy, najpierw przez koncepcję filozofii przyrody. W 1476 Teodor Gaza przetłumaczył je (bez księgi X) na łacinę. Powstałe w XIX wieku wątpliwości dotyczące autentyczności ksiąg VII–IX nie zostały potwierdzone.
W starożytności powstała legenda, jakoby mecenasem Arystotelesa podczas tworzenia jego "Zoologii" był jego dawny wychowanek, Aleksander Macedoński, który miał w tym celu ofiarować mu 800 talentów. Według tej tradycji Aleksander miał mu również dostarczyć wartościowych informacji o egzotycznych zwierzętach spotykanych podczas podbojów, takich jak słoń indyjski. Legenda ta, wsparta autorytetem Pliniusza Starszego, została współcześnie podważona. Kwota donacji przekraczałaby kilkukrotnie roczne dochody Macedonii. Ponadto, w okresie panowania Aleksander był z Arystotelesem poróżniony (m.in. sprawą Kallisthenesa). Dzieło Arystotelesa powstało najprawdopodobniej w ogóle przed podbojami Aleksandra, ewentualne dodatki mogły zaś zostać dodane później. Poza tym, podboje Aleksandra nie były jedynymi kontaktami świata greckiego z egzotycznymi krainami, a opis słonia sugeruje raczej znajomość słonia afrykańskiego niż indyjskiego. Legenda o współpracy Arystotelesa-przyrodnika i Aleksandra-odkrywcy prawdopodobnie miała na celu apologię ich obu. Inne źródła (Claudius Aelianus) sugerują, że to raczej Filip II Macedoński sponsorował Arystotelesa.

## Przedmiot badań
Dzieło składa się z 10 ksiąg opisujących anatomię człowieka i 581 gatunków zwierząt, biologię ich rozwoju, problem bezpłodności, sposoby pobierania pokarmu, poruszania się oraz patologie. Anatomia wielu gatunków została opisana bardzo szczegółowo. Niektóre opisy, jak hektokotylus głowonogów, czy rozwój łożyska mustela siwego, doczekały się potwierdzenia dopiero w XIX wieku. Arystoteles przedstawił też pierwszą klasyfikację zwierząt.

## Klasyfikacja zwierząt
W arystotelesowskiej klasyfikacji zwierząt dominowały grupy utworzone na zasadzie dychotomii cech, w tym określonych kryteriami negatywnymi, tzn. obecności danej cechy lub jej braku: skrzydlate i bezskrzydłe, uwłosione lub upierzone, czworonożne lub dwunożne itd. Sam autor dostrzegał wady takiego podejścia. Uznał, że punktem wyjściowym badania biologicznego powinna być znajomość konkretnych organizmów, a dopiero na jej podstawie możliwe jest wyciąganie wniosków ogólnych. Przyznawał też, że w niektórych przypadkach przynależność do konkretnej grupy jest niejasna, co ma miejsce wtedy, gdy dane zwierzę wykazuje cechy dwóch grup. Problemy tego typu przysporzyła m.in. klasyfikacja pustelników, które mimo przewagi cech skorupiaków żyją w muszlach, jak mięczaki, albo tzw. zwierzokrzewy, które wykazują zarówno cechy uważane w czasach Arystotelesa za roślinne, jak i zwierzęce.
Dwie podstawowe grupy zwierząt, jakie wydzielił Arystoteles nosiły nazwy:
- krwiste (Enamia) – ptaki, ryby, walenie i czworonogi,
- bezkrwiste (Anamia) – mięczaki, skorupiaki, muszlowe i owady.

W przyjętej klasyfikacji Arystoteles uwzględniał cechy morfologiczne organizmów, ich czynności ustrojowe oraz środowisko życia. Uważany jest przez to za doskonałego obserwatora przyrody, wybitnego naturalistę. Współcześnie przeprowadzone badania wykazały zbieżność wielu z wydzielonych przez niego jednostek z obecnie uznawanymi taksonami.

## Znaczenie dla nauki

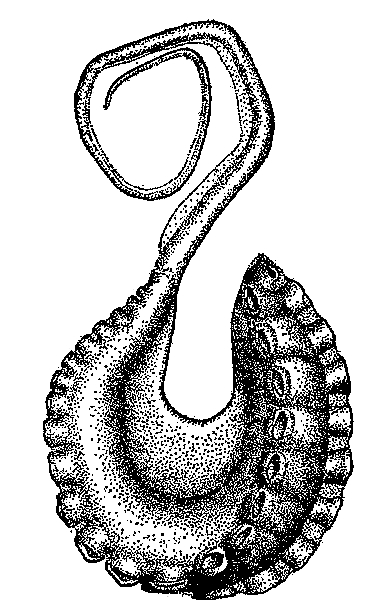
Opisane przez Arystotelesa przekształcone ramię samców głowonogów (hektokotylus) zostało odkryte ponownie dopiero w XIX wieku

Znaczenie prac Arystotelesa dla rozwoju biologii i systematyki biologicznej jest różnie oceniane. Arystotelizm był uważany za przyczynę zastoju w przyrodoznawstwie. Przypisuje mu się zainicjowanie idei uporządkowania organizmów w tzw. drabinie jestestw (Scala Naturae), czyli szeregu ogniw ułożonych od form najprostszych do najbardziej złożonych. Koncepcja ta zdominowała teorie biologiczne Zachodu na wiele lat.
W swoich obserwacjach nie uniknął błędów. Uważał np., że najprostsze organizmy powstają z materii nieożywionej, oraz że kobiety mają mniej zębów niż mężczyźni; zakładał celowość organizacji ciała organizmu, postrzegał przyrodę jako uporządkowaną i ciągłą, wykazującą stopniowanie, całość. Arystoteles uważał celowość za wewnętrzną właściwość organizmów, w odróżnieniu od idei kreacjonistycznej, która przypisuje celowość Stwórcy.
W Historia animalium Arystoteles spisał informacje, które stały się podstawą do filozoficznej analizy relacji pomiędzy strukturą, funkcją i celem. Podejście Stagiryty do klasyfikacji zwierząt skierowało uwagę późniejszych systematyków na poszukiwanie naturalnego systemu klasyfikacji.
Arystotelizm został zdecydowanie odrzucony przez Galileusza i Newtona, był ostro krytykowany przez Bertranda Russella, ale w naukach biologicznych idee Arystotelesa odrodziły się ponownie w XVIII wieku i w pierwszej połowie wieku XIX. Pod silnym jego wpływem pozostawało wielu znakomitych zoologów, m.in. Georges Cuvier, Richard Owen i Louis Agassiz.
Logika Arystotelesa miała istotne znaczenie dla rozwoju taksonomii. Stagiryta stosował zasadę podziału grupy obiektów (w tym przypadku zwierząt) na mniejsze jednostki, aż do poziomu, na którym obiekt nie daje się podzielić. W swoich traktatach zoologicznych wprowadził, zapożyczone od Platona, pojęcia eidos i genos, które stały się podwalinami późniejszej koncepcji klasyfikowania zwierząt w oparciu o gatunki i rodzaje, a w konsekwencji binominalnego nazewnictwa gatunków.

"przez rodzaj (...) rozumiem np. ptaka lub rybę, bo każda z tych grup zawiera cechę wyróżniającą ją z [własnego] gatunku; toteż istnieje większa liczba gatunków ryb i ptaków"

Nie wprowadził wprawdzie pojęć odpowiadających rangom systematycznym, ale zwolennicy jego koncepcji korzystali z jego dorobku jeszcze w XVIII wieku (np. Georges Cuvier w teorii typów). Louis Agassiz stwierdził:

Po Arystotelesie klasyfikacja systematyczna nie poczyniła żadnych postępów przez 2000 lat, aż do Linneusza.

Pogląd ten jest podzielany przez większość historyków biologii.

## Wydanie polskie
Polski przekład Historia animalium w tłumaczeniu Pawła Siwka nosi tytuł Zoologia. Historia Animalium.  Ukazał się w serii Biblioteka Klasyków Filozofii, PWN, w 1982.